# Pyranometr

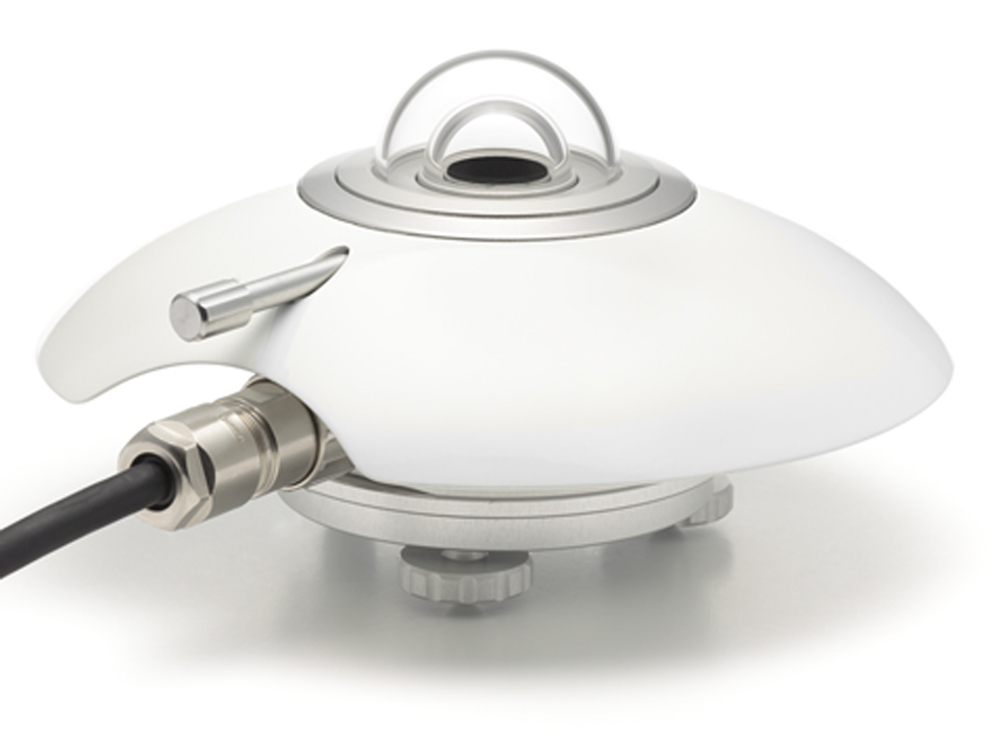
Pyranometr – instrument do pomiaru irradiancji w paśmie promieniowania słonecznego (od 300-3000 nm). Instrument jest tak skonstruowany, że mierzy przychodzące promieniowanie z wagą proporcjonalną do cosinusa kąta zenitalnego.

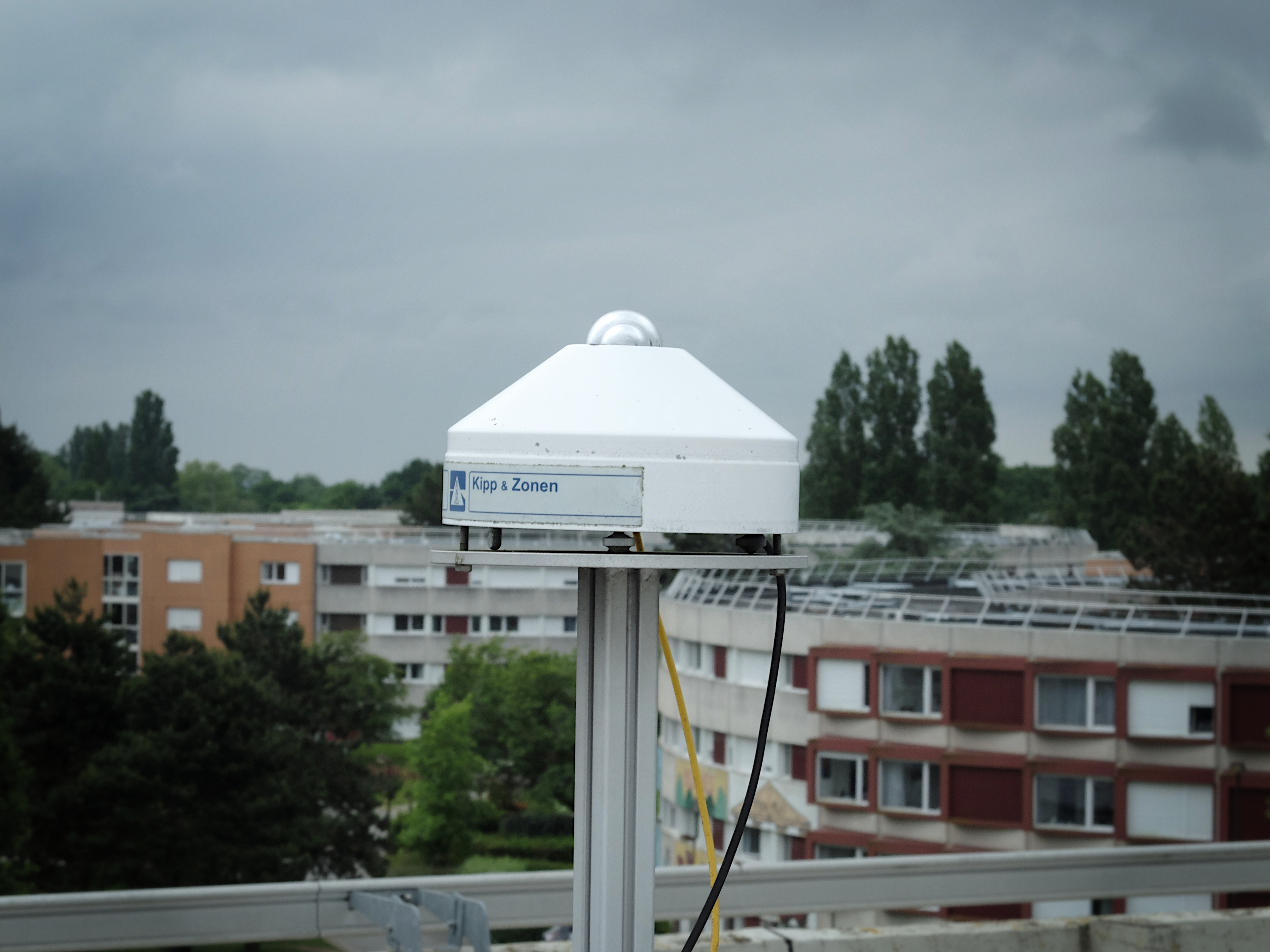
Pyranometr - przykład instalacji.

Pyranometr – instrument do pomiaru hemisferycznego (przychodzącego z półkuli) promieniowania całkowitego, rozproszonego i odbitego, najczęściej całego widma światła słonecznego, chociaż możliwe jest ograniczenie zakresu widma poprzez używanie kolorowych kopuł lub filtrów. Nazwa pyranometr pochodzi od greckiego pyr, co oznacza płomień i ano, co oznacza niebo. Pyranometr mierzy irradiancję, czyli strumień przychodzącej energii słonecznej (w watach na metr kwadratowy).
Pyranometr zbudowany przez Andersa Knutsona Ångströma miał element pochłaniający promieniowanie w postaci szachownicy z polami na przemian białymi i poczernionymi. Były to termoelementy manganinowo – konstantanowe. Wskutek różnicy pochłaniania promieniowania przez poczernione i niepoczernione powierzchnie, wytwarza się różnica temperatur między spoinami, proporcjonalna do natężenia promieniowania. Między końcami termobaterii wytwarza się siła elektromotoryczna powodująca wychylanie się wskazówki galwanometru.
Pyranometry są używane w meteorologii, klimatologii i badaniach ilości przychodzącej energii słonecznej. Pyranometry mają nadane standardy (ISO9060). Międzynarodowa Organizacja Meteorologiczna (ang. World Meteorological Organisation) rozróżnia 3 klasy. Najlepsze instrumenty mają klasę standard przeniesiony (ang. secondary standard), następnie są instrumenty pierwszej klasy (first class) oraz najmniej dokładne instrumenty drugiej klasy (ang. second class).

## Odmiany pyranometru
- albedomierz,
- solarymetr.